# Борте (село)
Борте (каз. Бөрте, до 2009 г. — Студенческое) — село в Мартукском районе Актюбинской области Казахстана. Входит в состав Кызылжарского сельского округа. Код КАТО — 154647200.

## Население
В 1999 году население села составляло 768 человек (374 мужчины и 394 женщины). По данным переписи 2009 года, в селе проживало 618 человек (310 мужчин и 308 женщин).